# Parque Estadual da Costa do Sol

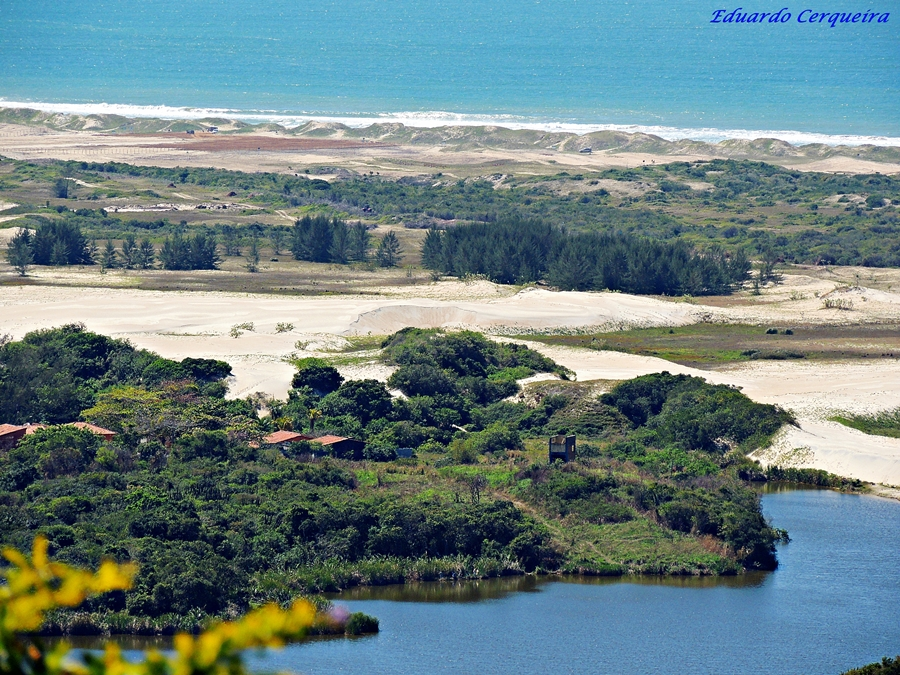
Dunas do Peró, no Parque Estadual da Costa do Sol

O Parque Estadual da Costa do Sol, criado por lei em 18 de abril de 2011, tem cerca de 9.840,90 hectares dividido em quatro setores, cada qual composto por uma ou mais áreas distintas, que abrangem terras dos municípios de Araruama, Armação dos Búzios, Arraial do Cabo, Cabo Frio, Saquarema e São Pedro da Aldeia. São áreas segmentadas na Região dos Lagos que exercem um papel importante na proteção de ecossistemas, como sambaquis, dunas, restingas, lagoas e florestas.